# Rodolfo Cerrón-Palomino
Rodolfo Marcial Cerrón-Palomino (Chongos Bajo, 10 de febrero de 1940) es un destacado lingüista peruano dedicado a las lenguas andinas, en especial las lenguas quechuas, el aimara, el mochica,  el chipaya y el puquina.

## Ruta vital y académica
Rodolfo Cerrón realizó sus estudios primarios y secundarios en su lugar de origen, en la Gran Unidad Escolar Santa Isabel. Entre 1960 y 1965 estudió en la Universidad Nacional Mayor de San Marcos (UNMSM), donde se doctoró (1973). Realizó estudios de postgrado en la universidad norteamericana Universidad Cornell (1968–1969), en la que obtuvo grado de maestría, y de Illinois (sede Urbana-Champaign, 1974–1976), donde optó el doctorado en Lingüística, y, posteriormente la universidad de Illinois le otorga el grado de Ph. D. en 1976.
Encargado por el Ministerio de Educación del Perú, elaboró un diccionario y una gramática del quechua huanca, publicados en 1976.
En la Universidad Nacional Mayor de San Marcos, estudió lingüística general bajo la orientación de  Alberto Escobar y Luis Jaime Cisneros y lingüística andina con el asesoramiento de Gary Parker. Como lingüista se inició realizando trabajos descriptivos y dialectológicos del área quechua del valle del Mantaro (ver su libro de resumen Lengua y sociedad en el Valle del Mantaro, 1989). Más tarde fue ensanchando sus conocimientos sobre el quechua, llegando a cubrir toda la familia lingüística, como se refleja en su libro Lingüística quechua (1987, con reedición en 2003) y en una docena de trabajos aparecidos en revistas nacionales y extranjeras que serán publicados en un volumen especial.
En 1994, publicó un diccionario del quechua sureño, proponiendo un estándar ortográfico unificado para todas las variantes quechuas del Perú meridional, de Bolivia y Argentina. Este estándar ha sido aceptado por muchas instituciones en el Perú y es usado oficialmente para el quechua en Bolivia.
Posteriormente, incursionó en el aimara, realizando estudios descriptivos y contrastivos, plasmados en su libro Quechumara: estructuras paralelas del quechua y del aimara (1994; 2.ª ed. en 2008), y de reconstrucción, según puede consultarse en Lingüística aimara (2000), así como en otra docena de trabajos que aguardan su recopilación en volumen aparte. Haciendo un paréntesis en el abordaje de ambas lenguas, realizó estudios sobre la lengua mochica, como lo atestigua su libro La lengua de Naimlap (1995).
Desde los inicios del presente milenio viene realizando trabajos de campo en la ciudad de Oruro (Bolivia), con el objeto de describir, por primera vez en forma sistemática y exhaustiva, la gramática del chipaya, el último remanente de la lengua uro. Como resultado de ello ha publicado El chipaya o la lengua de los hombres del agua (2006) y tiene listos el Vocabulario chipaya-castellano castellano-chipaya, de próxima aparición (2008), además de otros trabajos, esta vez histórico-comparativos, dentro de la misma familia uro. De otro lado, no le han sido ajenos el estudio y la reflexión sobre el castellano andino, de fuerte impronta quechua y aimara, como lo prueban sus trabajos recopilados en un solo volumen bajo el título de Castellano andino (2003). Tampoco descuidó el estudio del quechua colonial, al que le dedicó algunos trabajos importantes, entre ellos el estudio y la reedición de la gramática y el lexicón de Domingo de Santo Tomás (1994, 1995), así como también del Anónimo de 1586, que se encuentra en preparación. Últimamente está abocado en la investigación de la onomástica andina, concretamente en la referida a la terminología institucional incaica y a la toponimia, cuyo estudio continúa desatendido por los especialistas. En tal sentido, su libro Onomástica andina, de próxima aparición (2008), busca sentar las bases fundamentales del trabajo etimológico en el campo de la lingüística andina.
Se inició como docente en su alma mater, donde completó su carrera (1970–1991). Profesor emérito de San Marcos, es desde 1998 docente a tiempo completo en la Pontificia Universidad Católica del Perú. En su vasta trayectoria académica e investigatoria, Rodolfo Cerrón-Palomino ha participado en numerosos congresos y simposios, nacionales e internacionales, muchas veces en calidad de invitado especial. Ha sido profesor visitante en distintas universidades de los Estados Unidos, Europa y América Latina y ha merecido varias becas y distinciones de nivel internacional.
Es miembro de número de la Academia Peruana de la Lengua desde 1991, lo que destaca su reconocimiento como una figura prominente en el ámbito lingüístico peruano. Además, es miembro honorario de la Linguistic Society of America y ha recibido becas prestigiosas, como la Guggenheim en 1982 y otra de la Netherlands Organization for Scientific Research en 1992 
Es también miembro de la Academia Peruana de Historia.

### Reconocimientos y distinciones[5]
- Reconocimiento como hijo ilustre (1989) e hijo predilecto (2018) de Huancayo, por la Municipalidad Provincial de Huancayo.
- Reconocimiento como Personalidad Meritoria de la Cultura (2014), por el Ministerio de Cultura de Perú.[6]
- Reconocimiento como hijo ilustre de Puno  (2015), por la Municipalidad Provincial de Puno.
- Doctorado honoris causa por la Universidad Nacional del Altiplano de Puno (2016).[7]
- Premio Nacional al Adulto Investigador en el Área de Cultura (2017), por la AFP Prima.
- Doctorado honoris causa por la Universidad Nacional del Centro del Perú (2019).
- Medalla José de la Riva-Agüero y Osma a la Creatividad Humana del Premio Southern-Perú (2023),[8]por Southern Perú y la Pontificia Universidad Católica del Perú.

## Principales publicaciones[9][10]

### Libros propios
- Apuntes sobre lingüística wanka (1972). Lima: Universidad Nacional Mayor de San Marcos (UNMSM), Centro de Investigación de Lingüística Andina (CILA).
- Léxicon Wanka-Español (1972). Lima: UNMSM, CILA. En coautoría con Jorge Chacón Sihuay.
- Gramática quechua Junín-Huanca (1976). Lima: Ministerio de Educación del Perú (Minedu)/ Instituto de Estudios Peruanos (IEP).
- Diccionario quechua Junín-Huanca (1976). Lima: Minedu/ IEP.
- El quechua: una mirada de conjunto (1980). Lima: UNMSM, CILA.
- Guía para estudios de toponimia (1983). Lima: UNMSM, CILA. En coautoría con Félix Quesada Castillo, Rómulo Quintanilla Anglas, Gustavo Solís Fonseca y Luis Zavala Yupanqui.
- Lingüística quechua (1987). Cuzco: Centro de Estudios Regionales Andinos Bartolomé de Las Casas (CERA Las Casas). Segunda edición en 2003.
- Lengua y sociedad en el valle del Mantaro (1989). Lima: IEP.
- Vocabulario razonado de la actividad agraria andina (1992). Cuzco: CERA Las Casas. En coautoría con Enrique Ballón Aguirre y Emilio Chambi.
- Quechua sureño: diccionario unificado quechua-castellano castellano-quechua (1995). Lima: Biblioteca Nacional del Perú (BNP).
- Quechumara: estructuras paralelas del quechua y del aimara. Cochabamba: Centro de Investigación y Promoción del Campesinado (CIPCA). Segunda edición de Plural en 2008.
- La lengua de Naimlap (reconstrucción y obsolescencia del mochica) (1995). Lima: Pontificia Universidad Católica del Perú (PUCP).
- Lingüística aimara (2000). Cuzco: CERA Las Casas.
- Terminología agraria andina: Nombres quechumaras de la papa (2002). Cuzco: CERA Las Casas. En coautoría con Enrique Ballón Aguirre.
- Castellano andino: aspectos sociolingüísticos, pedagógicos y gramaticales (2003). Lima: PUCP.
- El chipaya o la lengua de los hombres del agua (2006). Lima: PUCP.
- Voces del Ande: ensayos sobre onomástica andina (2008). Lima: PUCP.
- Chipaya: léxico y etnotaxonomía (2011). Lima: PUCP. En coautoría con Enrique Ballón Aguirre. ISBN 978-9-9724-2969-9
- Las lenguas de los incas: el puquina, el aimara y el quechua (2013). Fráncfort del Meno: Peter Lang.
- Tras las huellas del Inca Garcilaso: El lenguaje como hermenéutica en la comprensión del pasado (2013). Lima: Centro de Estudios Literarios Antonio Cornejo Polar.
- El uro de la bahía de Puno (2016). Lima: PUCP, Instituto Riva-Agüero (IRA). En coautoría con Jaime Barrientos y Sergio Cangahuala.
- Toponimia andina: Introducción a sus problemas y métodos (2024). Lima: PUCP. En coautoría con Sergio Cangahuala.
- Memorias de una amistad quebrada: El Alfredo Torero que conocí. La lingüística andina en debate (2024). Lima: El Panóptico.

### Ediciones
- Santo Tomás, Domingo de (1994) [1560]. Lexicón o vocabulario de la lengua general del Perú (Edición transliterada edición). Madrid: Ediciones de Cultura Hispánica.
- Santo Tomás, Domingo de (1995) [1560]. Grammatica o arte de la lengua general de los indios de los reynos del Perú (Edición transliterada edición). Cuzco: CERA Las Casas. ISBN 978-84-8387-037-2. Editado también en Madrid por Ediciones de Cultura Hispánica.
- Colegio Propaganda Fide (1998) [1905]. Vocabulario políglota incaico. Autores originales incluyen a Francisco José María Ráez, José Gregorio Castro y José Santiago Irala. Reedición con la colaboración de Edith Pineda, Haydée Rosales, Serafín Coronel Molina, Víctor Reyes y Felipe Huayhua Pari. (Edición revisada y normalizada edición). Lima: Minedu/ GTZ.
- Stiglich, Germán (2013) [1922]. Diccionario geográfico del Perú. Coeditado con Zaniel I. Novoa Goicochea (Nueva versión corregida y reestructurada edición). Lima: Sociedad Geográfica de Lima (SGL). ISBN 978-9972-602-84-9. OCLC 858674229.
- Parker, Gary John (2013) [1963-1972]. Trabajos de lingüística histórica quechua. Coeditado con Raúl Bendezú Araujo y Denis Torres Menchola. Lima: PUCP. ISBN 978-612-4146-53-4.
- Betanzos, Juan de (2015) [1551]. «Suma y Narración de los Incas».  En Hernández Astete, Francisco; Cerrón-Palomino, Rodolfo, ed. Juan de Betanzos y el Tahuantinsuyo: nueva edición de la Suma y narración de los Incas. Transcripción paleográfica de Laura Gutiérrez Arbulú, interpretación de voces indígenas de Rodolfo Cerrón-Palomino. Lima: PUCP. pp. 107-440. ISBN 978-612-317-070-7.
- Anónimo (Blas Valera) (2014) [1586]. Arte y vocabulario en la lengua general del Perú. Coeditado con Raúl Bendezú Araujo y Jorge Acurio Palma (Edición interpretada y modernizada edición). Lima: PUCP, IRA. ISBN 978-9972-832-62-8.
- Ráez, José Francisco María (2018) [circa 1905]. Diccionario huanca quechua-castellano castellano-quechua. Coeditado con Sergio Cangahuala Castro (Edición interpretada y modernizada edición). Lima: PUCP, IRA. ISBN 978-9972-832-98-7.
- Molina, Cristóbal de Molina (2021) [1575]. «Relación de las Fábulas y Ritos de los Incas».  En Cerrón-Palomino, Rodolfo; Hernández Astete, Francisco, eds. Materialidad, memoria y lenguaje en la Relación de las Fábulas y Ritos de los Incas (1575) de Cristóbal de Molina: edición crítica. Revisión paleográfica de Rosario Navarro Gala. Interpretación de textos indígenas de R. Cerrón-Palomino (Edición crítica y fascimilar del manuscrito edición). Berlín: Peter Lang; PUCP. pp. 177-424. ISBN 978-3-631-85581-2. OCLC on1267331847.